# Аріф Гаджили
Аріф Гаджили — азербайджанський політичний діяч. Був одним із лідерів Народного руху в Азербайджані, депутатом азербайджанського парламенту, Державним Радником Республіки. Є лідером опозиційної партії Мусават.

## Ранні роки
Аріф Гаджили народився 22 січня 1962 року у селі Юхари Тала в Закатальскому районі. Батько — Мустафа Гаджиєв працював учителем, мати — Західа Гаджиєва була домогосподаркою.
Отримав вищу освіту у Бакинському державному університеті за спеціальністю «Журналістика». У молодості працював редактором на місцевому радіо, а також був депутатом місцевої ради.

## Політична кар'єра

### Початок
Після листопадових мітингів 1988 року у Баку приєднався до Народного руху.
У 1989 році у Закаталі був одним із засновників та лідером місцевого осередку Народного фронту Азербайджану. У 1990 році був обраний Народним депутатом Азербайджану. У першому ж своєму виступі вимагав, аби замість радянського прапору над парламентом вивісили триколірний прапор Азербайджану, а також вимагав прибрати бюст Леніна з парламенту, чим викликав обурення комуністичної більшості у парламенті. Аріф Гаджили був одним із 43 депутатів, які у 1991 році голосували проти збереження СРСР. Також він був одним із 10 депутатів, які разом із Абульфазом Ельчибеєм 10 днів тримали голодування, вимагаючи незалежності Азербайджану. У 1991 році став депутатом Міллі Меджлісу. У тому ж році був головою верховного меджлісу НФА.
Під час президентства Абульфаза Ельчибея був Державним Радником Республіки з питань кадрової політики та керівником Продуктової комісії. Відіграв велику роль у подоланні продовольчої кризи. Організовував оборону міст Агдере, Фузулі, Кубадли, Агдам, а також брав безпосередню участь у боях під час Карабаської війни.

### В опозиції
Після повстання 4 червня був одним із політиків, які продовжували підтримувати Абульфаза Ельчибея. У 1992 році увійшов у комітет відновлення партії Мусават. У 1994 став секретарем з виборів партії, потім секретарем з організаційних питань, потім — заступником голови партії. З 2006 року був керівником центрального апарату партії.
У період з 1998 до 2000 років багато разів був затриманий і заарештований за участь в опозиційних мітингах.
Аріф Гаджили керував передвиборчою кампанією партії Мусават на парламентських виборах 2000 року та президентських 2003. Згідно з заявами ПАРЄ та ОБСЄ, вибори пройшли із масовими порушеннями. Опозиціонери вважають, що перемогу здобув саме лідер партії Мусават Іса Гамбар (13,97 % голосів, згідно з офіційними результатами). 16 жовтня 2003 після мітингу проти фальсифікації виборів Аріф Гаджили був заарештований на 5 років. Внаслідок тиску правозахисників був амністований у 2005 році. Після звільнення балотувався до парламенту за 110 округом у місті Закатала. Йому вдалося набрати більше 10000 голосів, проте результати виборів на окрузі були анульовані і він не потрапив до парламенту.
У 2009 році в Азербайджані пройшов референдум щодо дозволу одній особі займати посаду президента більше, ніж два терміни. Аріф Гаджили керував групою «Республіканці», яка виступала проти таких змін до Конституції.
Як основного організатора мітингів 12 березня та 2 квітня 2011 року його заарештували на 2,5 роки. Як і минулого разу, його було амністовано під тиском правозахисників.
Amnesty International двічі визнавав Аріфа Гаджили в'язнем сумління. Крім цього, він двічі виграв справу у Європейському суді щодо незаконного ув'язнення у 2003 році та анулювання результатів виборів 2005 року.
На президентських виборах 2013 року керував передвиборчою кампанією єдиного кандидата від опозиції Джаміля Гасанлі.
27 вересня 2014 року загальні збори партії Мусават вибрали його башканом партії.
У грудні 2015 висловився за активізацію роботи ГУАМ на тлі російсько-турецького конфлікту, долучивши до роботи в організації Туреччину.

### Позиція щодо Криму
Після початку анексії Криму Росією Аріф Гаджили спробував в'їхати на півострів «з метою ознайомлення із ситуацією на місці та отримання інформації із першоджерел», проте в Махачкалі його зняли з поїзду Баку-Київ та депортували до Азербайджану. За словами самого Аріфа Гаджили, 
Проблема Криму не є регіональним питанням. Крим сьогодні на передній лінії боротьби між авторитаризмом і демократією. Партія «Мусават» підтримує демократію у цій боротьбі і знаходиться поряд із Кримом та Україною

## Цікаві факти
- Підтримував товариські стосунки із Джохаром Дудаєвим.[15]
- Має тісні зв'язки із лідером кримських татар Мустафою Джемілєвим.
- Племінник Аріфа Гаджили Айхан Гаджибейлі працює журналістом у зоні АТО.[16][17]